# Officiali al cattaver
Gli Officiali al cattaver (in veneto: cata (dal latino captare, trovare) e aver, averi ma anche nel senso di entrate) erano una magistratura di prima istanza della Repubblica Veneta. Erano dotati di poteri esecutivi e funzioni amministrative e giurisdizionali preposti alle indagini relative all’entrata e alla spesa pubblica. Istituiti nel 1280 ed attivi fino alla caduta della Repubblica, ebbero giurisdizione sui commerci e sui beni. La denominazione cattaver si riferisce alla competenza principale che consisteva nel recupero dei beni rivendicati dal Comune, quali eredità abbandonate o beni rinvenuti in mare o in terra.

## Evoluzione delle competenze e della giurisdizione

### Competenze iniziali

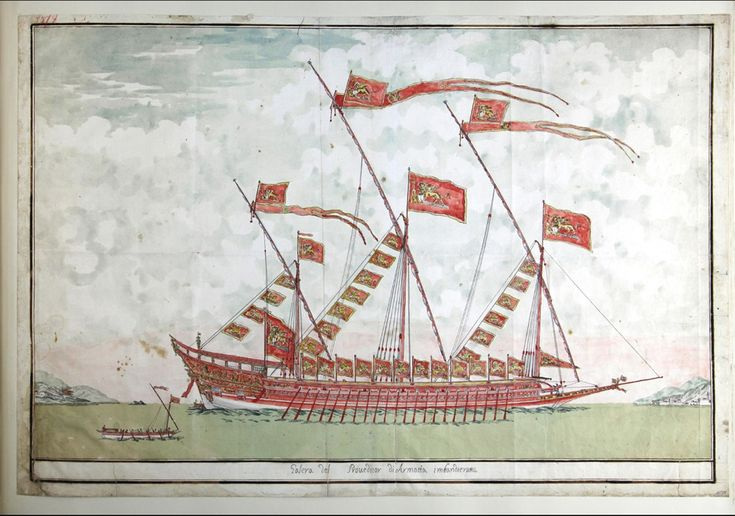
Galea veneziana

L’ufficio fu istituito in via provvisoria il 26 giugno 1280 come costola dei Consoli dei mercanti e reso stabile il 22 giugno 1281 al fine di incrementare le entrate patrimoniali della Repubblica tramite forme di controllo e di indagine sia sugli operatori economici che su altre magistrature, nonché poteri di esecuzione sui beni. Presto alle mansioni dei cattaver si aggiunse la giurisdizione sulle attività di contrabbando (e dunque sulle relative confische di beni), quando la magistratura preposta, la Curia de contrabannis, istituita nel 1281 al pari degli Officiali al cattaver, venne soppressa nel 1292 (o nel 1298). Dal 1288 fino al riordino delle magistrature economiche, avvenuto nel 1292, ai cattaver spettò provvisoriamente anche la giurisdizione sull’armamento e il carico delle navi sia militari che civili, poi passato ai consoli sopra i mercanti di Levante. Rimasero comunque ai cattaver i poteri di ispezione in via di esecuzione delle norme stabilite dai consoli dei mercanti.

### Successivi ampliamenti delle competenze
Agli Officiali al cattaver fu progressivamente estesa la funzione di controllo generale in ambito erariale, che includeva la disamina preventiva delle entrate e delle spese di tutte le magistrature de intus (motivo per cui vennero definiti anche Avogadori de intus), la sorveglianza sulle aste di beni del Comune e in materia di riscossione di dazi (quest’ultimo compito comprendeva il dirimere le controversie tra appaltatori e privati). Ai cattaver fu poi affidata la giurisdizione speciale sulle questioni riguardanti specifici soggetti, in particolare i pellegrini stranieri e successivamente anche gli Ebrei a Venezia.

## Giurisdizioni soggettive speciali

### Giurisdizione sui pellegrini diretti in Terrasanta
Tra le spettanze più eccentriche rispetto alle canoniche funzioni del loro Officio, i cattaver ebbero la giurisdizione in formula sommaria sulle cause avanzate da pellegrini diretti in Terrasanta (che si trovavano a Venezia in quanto punto di snodo divenuto pressoché obbligato nel pellegrinaggio essendo incontro tra la via continentale terrestre e quella marittima per il Levante). La permanenza dei pellegrini in città veniva regolata dai tolomazi – quasi degli agenti turistici dedicati alla gestione dei pellegrini in termini di alloggio, cambio valute, visita alla città e altri servizi complementari – sul cui retto operato vigilavano i cattaver.

### Giurisdizione sugli abitanti del neocostituito Ghetto ebraico

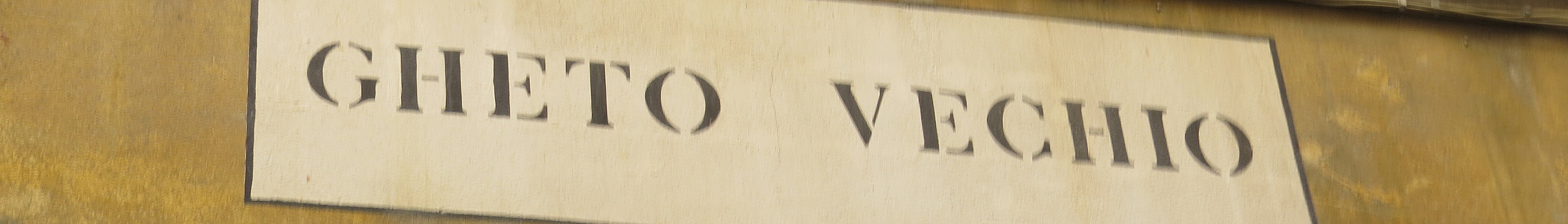
Nizioleto del Ghetto vecchio a Venezia

Il funzionamento dei cattaver fu oggetto di riforma additiva con specifiche parti del Maggior Consiglio prese il 29 giugno 1516 in materia di giurisdizione sul ghetto e nuovamente il 9 novembre 1522, quando si previde anche sul salario per i cattaver. In particolare, ai cattaver fu affidata la sopraveglianza del ghetto, che fu istituito proprio tra il 1516 e il 1540. Questo avvenne anche grazie a provvedimenti di assegnazione alla comunità ebraica di Venezia di case e botteghe divenute beni pubblici a seguito degli espropri con indennizzo ai precedenti proprietari, al fine di liberare immobili ricadenti nell’area prescelta ed indicata dal decreto istitutivo del Ghetto nel 1516. In seguito, per affinità topografica, divenne di competenza dei cattaver anche la sorveglianza sui prestiti a usura fatti da Ebrei, in particolare sul rispetto dei limiti massimi di tasso d’interesse al prestito e sugli obblighi imposti ai banchi del ghetto di dar prestito ai meno abbienti a tassi calmierati per piccoli importi.

## Composizione, sede, obblighi e prerogative
L’ufficio dei cattaver era uno degli officia de intus, avendo sede a Venezia, e faceva parte delle magistrature di Palazzo (gli officiali sedevano in San Marco). Tuttavia per competenze era affine ad altre magistrature come i i consoli sopra i mercanti, che ebbero sede a Rialto, cuore pulsante del commercio veneziano. L’ufficio era presidiato inizialmente da due, poi da tre ufficiali di ceto patrizio, che duravano in carica un anno, con turnazione sfasata. Il Maggior Consiglio estese ai cattaver l’obbligo dei tenere registri dal 1283. I membri di tale Officio avevano inoltre diritto di presenziare su loro iniziativa a tutti i Consigli in cui venissero discusse questioni di natura patrimoniale e potevano esprimere pareri, tanto che dal 1355 il Maggior Consiglio stabilì che un ufficiale al cattaver fosse presente ad ogni sua seduta.